# Adiscofiorinia atalantiae
Adiscofiorinia atalantiae är en insektsart som beskrevs av Leonardi 1906. Adiscofiorinia atalantiae ingår i släktet Adiscofiorinia och familjen pansarsköldlöss.
Artens utbredningsområde är Sri Lanka. Inga underarter finns listade i Catalogue of Life.